# Gigantactinidae
Gigantactinidae – rodzina głębinowych ryb z rzędu żabnicokształtnych. Występują w Oceanie Spokojnym, Indyjskim i Atlantyckim. Charakteryzują się długim illicium (równe lub dłuższe od długości ciała) oraz wydłużonym ciałem samic.

## Klasyfikacja
Rodzaje zaliczane do tej rodziny:
Gigantactis – Rhynchactis